# Opisthotropis
Genre
Opisthotropis est un genre de serpents de la famille des Natricidae. 

## Répartition
Les 22 espèces de ce genre se rencontrent dans le sud-est de l'Asie.

## Liste d'espèces
Selon The Reptile Database (7 mai 2017) :
- Opisthotropis alcalai Brown & Leviton, 1961
- Opisthotropis andersonii (Boulenger, 1888)
- Opisthotropis atra Günther, 1872
- Opisthotropis balteata (Cope, 1895)
- Opisthotropis cheni Zhao, 1999
- Opisthotropis cucae David, Cuong The Pham, Truong Quang Nguyen & Ziegler, 2011
- Opisthotropis daovantieni Orlov, Darevsky & Murphy, 1998
- Opisthotropis durandi Teynié, Lottier, David, Nguyen & Vogel, 2014
- Opisthotropis guangxiensis Zhao, Jiang & Huang, 1978
- Opisthotropis jacobi Angel & Bourret, 1933
- Opisthotropis kikuzatoi (Okada & Takara, 1958)
- Opisthotropis kuatunensis Pope, 1928
- Opisthotropis lateralis Boulenger, 1903
- Opisthotropis latouchii (Boulenger, 1899)
- Opisthotropis laui Yang, Sung & Chan, 2013
- Opisthotropis maculosa Stuart & Chuaynkern, 2007
- Opisthotropis maxwelli Boulenger, 1914
- Opisthotropis rugosa (Lidth De Jeude, 1890)
- Opisthotropis shenzhenensis Wang, Guo, Liu, Lyu, Wang, Luo, Sun & Zhang, 2017
- Opisthotropis spenceri Smith, 1918
- Opisthotropis tamdaoensis Ziegler, David & Vu, 2008
- Opisthotropis typica (Mocquard, 1890)

## Publication originale
- Günther, 1872 : Seventh account of new species of snakes in the collection of the British Museum. Annals and Magazine of Natural History, sér. 4, vol. 9, p. 13-37 (texte intégral).